# Майлс, Грэм
Грэм Майлс (англ. Graham Miles; 11 мая 1941 — 15 октября 2014) — английский профессиональный игрок в снукер.

## Карьера
Стал профессионалом в 1969 году после относительно неудачной любительской карьеры. Его первым большим достижением был выход в финал чемпионата мира 1974 года. Тогда он уступил Рэю Риардону, 12:22. В 1974 году Грэм принял участие в турнире Pot Black Cup и выиграл его, хотя Майлса пригласили играть из-за отказа Фреда Дэвиса. На следующий год он отстоял свой титул, а в 1976 году появился в финале турнира Мастерс, где во второй раз проиграл Риардону, 3:7. На чемпионате Великобритании 1978 года Грэм сделал рекордную для себя серию в 139 очков, а спустя год сыграл в финале нерейтингового World Team Cup, но его команда проиграла сборной Уэльса.
Когда в 1977 году был опубликован первый официальный рейтинг снукеристов, англичанин занял в нём 5-е место из 20. На протяжении ещё нескольких сезонов он стабильно оставался в десятке сильнейших, но его второй титул пришёл только в 1981 году, когда англичанин выиграл турнир Tolly Cobbold Classic.
В 1985 году Грэм впервые не прошёл отбор на первенство мира, и с тех пор ему было всё труднее побеждать на важных соревнованиях. К концу своей профессиональной карьеры Майлс скатился в рейтинге до второй полусотни и в сезоне 1991/92 решил уйти.
На короткий срок он вернулся в игру, когда в 2000 году сыграл на World Seniors Masters — турнире, предназначенном для бывших мастеров снукера, и дошёл там до четвертьфинала.

## Достижения в карьере
- Чемпионат мира по снукеру финалист — 1974
- Pot Black Cup чемпион — 1974, 1975
- Tolly Cobbold Classic чемпион — 1981
- Мастерс финалист — 1976
- Holsten Lager International финалист — 1979
- World Team Cup (в составе сборной Англии) финалист — 1979